# Rotting
Rotting (fra malajisk rotan) er seje, bøjelige rør af klatrepalmer beslægtet med spanskrørspalme (Calamus).
De kendes også som peddigrør eller rattan.
De har en bred anvendelse som peddigrør til kurve og møbler, f.eks en rottingstol.
Rørene har haft anvendelse til spadserestokke, paraplyhåndtag og som afstraffelsesinstrument.
En sådan stok kaldes også en rotting eller et spanskrør.
Ordet rotting har også været brugt om afstraffelse med spanskrør.
- En kurv til svampe af rotting